# Раят (округ)
Раят (нім. Bezirk Reiat) — округ у Швейцарії в кантоні Шаффгаузен.

## Громади
У таблиці наведено список громад округу станом на 2022 рік, населення та площа станом на 2019 рік.

| Українська назва | Оригінальна назва | Код BFS | Населення | Площа |
| ---------------- | ----------------- | ------- | --------- | ----- |
| Бюттенгардт      | Büttenhardt       | 2914    | 423       | 4,0   |
| Дорфлінген       | Dörflingen        | 2915    | 1031      | 5,8   |
| Лон              | Lohn (SH)         | 2917    | 743       | 4,9   |
| Тайнген          | Thayngen          | 2920    | 5547      | 19,9  |
| Штеттен          | Stetten (SH)      | 2919    | 1374      | 4,7   |